# Xenopeltis (гриб)
Xenopeltis — монотиповий рід грибів підвідділу Pezizomycotina із нез'ясованим до кінця систематичним положенням. Назва вперше опублікована 1919 року.

## Класифікація
Наразі до роду Xenopeltis відносять 1 вид:
- Xenopeltis philippinensis

## Поширення і середовище існування
Знайдений на злакових на Філіппінах.